# Hòa bình kiểu Carthage
Hòa bình kiểu Carthage là sự áp đặt một "hòa bình" rất tàn bạo nhằm mục đích làm tê liệt vĩnh viễn bên thua cuộc. Thuật ngữ này bắt nguồn từ các điều khoản hòa bình do Cộng hòa La Mã áp đặt lên Đế chế Carthage sau Chiến tranh Punic. Sau Chiến tranh Punic lần thứ hai, Carthage mất tất cả các thuộc địa của mình, buộc phải phi quân sự hóa, liên tục cống nạp cho La Mã và bị cấm tiến hành chiến tranh nếu không có sự cho phép của La Mã. Vào cuối Chiến tranh Punic lần thứ ba, La Mã đã đốt cháy Carthage một cách có hệ thống và bắt dân Carthage về làm nô lệ.